# Niederndorferberg
Niederndorferberg är en kommun i distriktet Kufstein i förbundslandet Tyrolen i Österrike.
Kommunen består av fem orter (Ortschaften) (inom parentes invånarantal 1 januari 2024):
- Hausern (156)
- Eiberg (165)
- Gränzing (150)
- Noppenberg (135)
- Praschberg (129)